# 파노플로사우루스
파노플로사우루스(Panoplosaurus)는 중생대 백악기 후기, 오늘날 북아메리카 대륙에서 서식한 4족보행의 대형 초식공룡이다. '조반목'-'장순아목'-'곡룡하목'-'노도사우루스과'에 속하는 종이다. 학명은 "완전히 철갑으로 무장한 도마뱀"이라는 뜻으로, 중국에서는 파노플로사우루스를 "胄甲龍"로 부른다.

## 형태
전체 몸 길이는 약 5.5m~7.5m(18ft~25ft), 높이는 약 2m(6.6ft), 체중은 3.5t~3.9t 정도였을 것으로 추정된다. 머리 부분은 짧고 둥근 모양이다. 등 부분은 딱딱한 갑옷같은 껍질로 둘러싸여 있다. 노도사우루스과 중에서는 비교적 폭이 있는 입을 가지고 있어서 비교적 거친 식물도 먹을 수 있다.

## 화석발견
앨버타주나 몬태나주와 같은 북미 각지에서 발견되고 있다.